# Erythricium
Erythricium — рід грибів родини кортіцієві (Corticiaceae). Назва вперше опублікована 1970 року.

## Класифікація
До роду Erythricium відносять 7 видів:
- Erythricium atropatanum
- Erythricium aurantiacum
- Erythricium chaparralum
- Erythricium hypnophilum
- Erythricium laetum
- Erythricium salmonicolor
- Erythricium viticola